# Mendicino
Mendicino ist eine italienische Gemeinde in der Provinz Cosenza in der Region Kalabrien mit 9004 Einwohnern (Stand 31. Dezember 2023).
Mendicino liegt 10 km westlich von Cosenza.
Die Nachbargemeinden sind: Belmonte Calabro, Carolei, Castrolibero, Cerisano, Cosenza, Dipignano, Domanico, Fiumefreddo Bruzio, Lago und Longobardi.